# Xymalos
Xymalos es un género cuatro especies de plantas de flores perteneciente a la familia Aizoaceae. Son nativas de África, a 900-2700 m s. n. m. desde Sudán a Sudáfrica

## Especies seleccionadas
- Xymalos monospora
- Xymalos mossambicensis
- Xymalos ulugurensis
- Xymalos usambarensis